# Систан и Балучестан
Систан и Балучестан (на персийски: سيستان و بلوچستان) е един от 31 остани (провинции) на Иран. Разположен е в югоизточната част на страната. С площ от 181 785 km2 е един от големите остани на Иран. Населението наброява около 2.5 млн. души, 49% от които живеят в градовете на остана. Административният център на провинцията е град Захедан.

## История
Провинцията е съставена от две области, всяка от които има своя история.
Систан е част от историко-географски регион Систан, разпростирал се на териториите на днешните Иран, Афганистан и Пакистан. Част от него, разположена около езерото Хамун и руслото на реката Хемланд в сегашния Систан и наричана в древността Дрангиана (или Зарангиана), се споменава в надписите в Бехистун и Персеполис от времето на Дарий I като една от източните територии на Ахеменидската империя. Дрангиана е завладяна от Александър Македонски през 4 век пр.н.е., около средата на 2 век пр.н.е. става част от Партското царство на Аршакидите. Названието Систан е производно от Сакастан, страна на арийските племена на саките, завладели територията през 128 пр.н.е.
Систан процъфтява през епохата на Сасанидите до нашествието на арабите през 7 век. Последните два века от арабския период територията минава през управление на няколко относително независими ирански династии. През 11 век територията е превзета от тюркската династия на Селджуките. През 13 век Систан претърпява разрушителното монголско нашествие. В началото на 16 век управлението на Систан е поето от династията на Сефевидите, а през 18 век на власт идват Афшаридите.
Ирански Балучестан е част от историко-географската област Белуджистан, която е разделена между Иран, Афганистан и Пакистан. В древността територията на Балучестан е известна като Мока (Мака), а по-късно – като Мокран (Макран). Сегашното си име, означаващо страна на белуджите, тя придобива през Средните векове, когато тези племена стават преобладаващи в региона. В надписите в Бехистун и Персеполис Мока е спомената като южна крайморска територия на Ахеменидската империя. Като част от Персия Мокран се владее от династиите на Селевкидите, Аршакидите, Сасанидите и преминава през арабското владичество. Мокран остава относително самостоятелен, когато в останалата част на Иран управляват Селджуките и монголските ханове. През 13 век Марко Поло описва региона като проспериращ с процъфтяваща търговия.
Географското положение на Мокран, който служи като граница между тогавашните Индия и Иран и мост между иранското плато и арабския полуостров, е от значение за политиката на местните владетели, които при вътрешните си конфликти търсят външна подкрепа от различни държави. За влияние над тях се борят Оман, Иран и Индия, а в началото на 19 век със своите политически и икономически интереси се намесва и Великобритания. Сегашните граници на ирански Белуджистан се очертават в края на 19 век, по време на Каджарската династия. Етническият елит на белуджите обаче не приема иранския суверенитет над своите територии и се съпротивлява, като организира редица бунтове и размирици през 19 и 20 век.

## География
Провинцията е с площ 181 785 km2, намира се в югоизточната част на Иран. На север граничи с Афганистан и остан Южен Хорасан, на изток с Пакистан, на запад с останите Керман и Хормозган, на юг има 300 km морска граница на Оманския залив.
Регионът е основно планински. На 45 km от град Хаш се намира вулкан Тафтан. Двата му върха Наркух и Матеркух са съответно с височини 4100 м и 3950 м. На границата с Афганистан се намира блатисто-езерната територия Хамун. В Иран тя има статут на защитена природна територия съгласно Рамсарската конвенция.
Климатът на по-голямата част от територията е сух и пустинен. Максималните летни температури стигат до над 40 °C. Минималните зимни температури рядко стигат нулата, средните са около 12 °C. Най-студеният град на провинцията е Захедан, а най-горещият е Ираншахр. Валежите са основно през зимните месеци. Те са нерегулярни и неравномерно разпределени по територията на остана и намаляват от запад на изток. Средните количества годишни валежи са около 70 мм. В шахрестаните Хаш и Захедан те са около 120 мм. Най-малко валежи, около 50 мм, са в шахрестан Забол.

## Административно деление
Останът е обединение на две области – северната е на територия, исторически известна като Систан; южната Балучестан е част от разделената между Иран, Афганистан и Пакистан историко-географска област Белуджистан.
Всеки остан в Иран административно се дели на шахрестани. Всеки шахрестан се състои от по-малки административни единици – бахши. Административният център на шахрестан е град, който носи името на шахрестана. Общият брой на шахрестаните е 19, като Систан се състои от 5 шахрестана, а Балучестан от 14. Административният център на остана е град Захедан.
| Шахрестан   | Площ (km2) | Население | Град/Бахш |
| ----------- | ---------- | --------- | --------- |
| Захедан     | 31250      | 622855    | 2/3       |
| Фанудж      | 7730       | 45637     | 1/2       |
| Ираншахр    | 18475      | 119978    | 3/3       |
| Забол       | 344        | 171940    | 2/1       |
| Сараван     | 16096      | 175728    | 3/3       |
| Сиб и Суран | 6780       | 73189     | 2/2       |
| Никшахр     | 12280      | 263963    | 3/4       |
| Чабахар     | 9739       | 291910    | 2/3       |
| Гаср-е Ганд | 6110       | 59504     | 1/3       |
| Далган      | 11780      | 75813     | 1/2       |
| Хаш         | 23105      | 155625    | 2/3       |
| Сарбаз      | 8594       | 148259    | 3/4       |
| Мехрестан   | 6101       | 62765     | 1/1       |
| Конарак     | 11567      | 82001     | 1/2       |
| Мирджаве    | 6054       | 39873     | 1/3       |
| Зехак       | 945        | 75419     | 1/2       |
| Нимруз      | 8175       | 45466     | 1/2       |
| Хамун       | 4987       | 41520     | 1/1       |
| Хирманд     | 1100       | 68000     | 1/2       |

## Население
Съгласно националното преброяване през 2011 г. населението на провинцията е 2 534 327 души, от които 1 243 079 души живеят в градовете, 59,1% са на възраст между 15 и 64 години, 3,2% са над 65 години и 37,6% са под 15 години. Средният годишен приръст на населението между 2006 и 2011 г. е 1,05 %, плътността е 14 души/km2. 71,56% от населението на Систан и Балучестан е грамотно (възрастова група над 6 г.).
Населението на остана се състои от перси и балучи. Мнозинството на населението са мюсюлмани, като персийците са основно шиити, а балучите са сунити. Освен персийския език в южните райони на остана е широко разпространен белуджки език. Говори се също на местните диалекти – систански, хорасански и др.
Всяка от двете области на остана има своя самобитна култура, чиито традиции широко се спазват в ежедневието. Голяма част от населението, особено в Балучестан, са племена, които водят номадски начин на живот.

## Икономика
Систан и Балучестан е една от най-бедните и икономически слабо развити провинции на Иран.
Провинцията има благоприятни условия за селскостопански дейности през всички сезони. В шахрестан Сараван растат около 60 сорта фурми и районът се смята за център на производство на известния сорт Мазафати. В градините на шахрестан Чабахар се отглеждат банани, манго, гуава, папая. В остана се произвеждат също така зърнени култури, бобови, голямо разнообразие плодове и зеленчуци. На територията на остана растат популярните заради техните хранителни и лечебни свойства алое вера и моринга.
Промишлеността е представена с два отрасъла: лека промишленост с шивашки, текстилни, химически предприятия и ръчни занаяти; добивна промишленост, разработваща мините за мед, хромити, манган, мрамор и др. За стимулиране на икономиката се изграждат специални промишлени зони из цялата провинцията.
Разположението на някои от районите на Балучестан на море е предпоставка за развитие на рибовъдство и риболов.
В пристанищния град Чабахар се намира свободна търговска зона.
В градовете Захедан, Забол, Ираншахр и Чабахар има летища. От Захедан до Пакистан има железопътната линия.

## Образование
- Университет на Систан и Балучестан[16]
- Заболски университет[17]
- Ислямски свободен университет в Ираншахр
- Ислямски свободен университет в Захедан
- Захедански медицински университет
- Заболски медицински университет
- Международен университет в Чабахар

## Забележителности
В провинцията се намират много исторически забележителности, археологически обекти, древни руини и паметници на архитектурата.
Сред природните забележителности е Хамун-е Пузак, блатисто езеро в пустинна област на границата с Афганистан.
- Замъкът Се Кухе, Забол
- Замъкът Мачи, Забол
- Замъкът Насери, Ираншахр
- Крепостта Саб, Сараван
- Езерото Хамун-е Пузак